# Campeonato Neerlandés de Fútbol 1905-06
El Campeonato Neerlandés de Fútbol 1905/06 fue la 18.ª edición del campeonato de fútbol de los Países Bajos. Participaron dieciséis equipos divididos en dos divisiones. El campeón nacional fue determinado por un play-off de ida y vuelta con los ganadores de la división de fútbol del este y oeste. HBS Craeyenhout ganó el campeonato de este año al vencer al PW 3:2 y 4:2.

## Divisiones

### Eerste Klasse Este
| Pos | Equipo          | PJ | PG | PE | PP | GF | GC | Pts | DG  | Notas                                  |
| --- | --------------- | -- | -- | -- | -- | -- | -- | --- | --- | -------------------------------------- |
| 1   | PW              | 10 | 8  | 2  | 0  | 47 | 16 | 18  | +31 | Clasificado al play-off por el título. |
| 2   | Koninklijke UD  | 10 | 5  | 2  | 3  | 30 | 28 | 12  | +2  |                                        |
| 3   | RKVV Wilhelmina | 10 | 5  | 1  | 4  | 35 | 38 | 11  | -3  |                                        |
| 4   | Vitesse         | 10 | 4  | 1  | 5  | 32 | 28 | 9   | +4  |                                        |
| 5   | GVC Wageningen  | 10 | 4  | 0  | 6  | 40 | 39 | 8   | +1  |                                        |
| 6   | Quick Nijmegen  | 10 | 1  | 0  | 9  | 24 | 59 | 2   | -35 |                                        |

PJ = Partidos jugados; PG = Partidos ganados; PE = Partidos empatados; PP = Partidos perdidos; GF = Goles a favor; GC = Goles en contra; Pts = Puntos; DG = Diferencia de goles

### Eerste Klasse Oeste
| Pos | Equipo                   | PJ | PG | PE | PP | GF | GC | Pts | DG  | Notas                                  |
| --- | ------------------------ | -- | -- | -- | -- | -- | -- | --- | --- | -------------------------------------- |
| 1   | HBS Craeyenhout          | 18 | 13 | 1  | 4  | 59 | 33 | 27  | +26 | Clasificado al play-off por el título. |
| 2   | HVV Den Haag             | 18 | 10 | 3  | 5  | 46 | 28 | 23  | +18 |                                        |
| 3   | Koninklijke HFC          | 18 | 9  | 4  | 5  | 49 | 32 | 22  | +17 |                                        |
| 4   | Sparta Rotterdam         | 18 | 9  | 2  | 7  | 42 | 40 | 20  | +2  |                                        |
| 5   | Ajax Sportman Combinatie | 18 | 7  | 3  | 8  | 37 | 48 | 17  | -11 |                                        |
| 6   | DFC                      | 18 | 6  | 4  | 8  | 45 | 43 | 16  | +2  |                                        |
| 7   | CVV Velocitas            | 18 | 6  | 3  | 9  | 43 | 61 | 15  | -18 |                                        |
| 8   | USV Hercules             | 18 | 5  | 4  | 9  | 38 | 50 | 14  | -12 |                                        |
| 9   | HFC Haarlem              | 18 | 5  | 3  | 10 | 39 | 47 | 13  | -8  |                                        |
| 10  | HC & CV Quick            | 18 | 5  | 3  | 10 | 29 | 45 | 13  | -16 |                                        |

PJ = Partidos jugados; PG = Partidos ganados; PE = Partidos empatados; PP = Partidos perdidos; GF = Goles a favor; GC = Goles en contra; Pts = Puntos; DG = Diferencia de goles

### Play-off por el título
| Equipo 1        | Agr. | Equipo 2 | Ida | Vuelta |
| --------------- | ---- | -------- | --- | ------ |
| HBS Craeyenhout | 7-4  | PW       | 3-2 | 4-2    |

|                                    |
| Campeón HBS Craeyenhout 2.° título |